# Turbazi Primórskaia
Turbazi Primórskaia - Турбазы «Приморская» (rus) és un possiólok del krai de Krasnodar, a Rússia. Es troba als vessants meridionals de l'extrem oest del Caucas occidental, prop de la desembocadura del riu Netxepsukho, a la vora nord-oriental de la mar Negra. És a 24 km al nord-oest de Tuapsé i a 90 km al sud de Krasnodar.
Pertany al possiólok de Novomikhàilovski.